# Saúde (álbum)
Saúde é o nono álbum de estúdio da musicista brasileira Rita Lee e o primeiro álbum de estúdio creditado à sua parceria com o produtor e multi-instrumentista Roberto de Carvalho. Foi lançado em 4 de novembro de 1981 pela gravadora Som Livre. O disco manteve o prestígio comercial que Lee havia alcançado com os lançamentos de seus dois álbuns homônimos anteriores – também conhecidos como Mania de Você (1979) e Lança Perfume (1980).
As sessões de gravação ocorreram no estúdio Sigla, em São Paulo, em setembro de 1981. A mixagem e masterização foram feitas, respectivamente, nos estúdios Sigma Sound e Sterling Sound, ambos em Nova Iorque. É notável uma maior influência da sonoridade new wave em relação aos trabalhos anteriores da cantora, mais influenciados pela música pop. A produção do álbum foi feita por Rita e Roberto, dirigidos por Max Pierre.
Saúde apresentou algumas das maiores canções de sucesso do catálogo de Rita. Entre elas, "Mutante", regravada por Daniela Mercury em 2002; e as faixas "Saúde" e "Banho de Espuma", que, compostas em um estilo "pop rock-carnavalesco", alcançaram, nesta ordem, a quinta e a terceira posição entre as 100 canções mais tocadas no Brasil em 1982. A faixa "Atlântida" entrou para a trilha-sonora da telenovela de 1982, Sétimo Sentido. "Tititi (Galinhagem)" popularizou-se com uma versão feita pela banda brasileira Metrô, em 1985, para o tema de abertura da telenovela Ti Ti Ti. Em 2010, Lee regravaria a última para servir como canção-tema do remake da telenovela de mesmo nome.
Em 1995, Saúde foi reeditado em disco compacto pela EMI Music como parte da coleção Rita Lee Collection. Em 2022, após 41 anos de seu lançamento inicial, o álbum foi remasterizado e reeditado em disco de vinil pela Universal Music.

## Produção e composição
Após o grande sucesso do álbum Rita Lee (também conhecido como Lança Perfume), grávida de seu terceiro filho, Antônio, e mal tendo terminado a turnê de divulgação do disco, Rita entrou em estúdio com seu marido, Roberto de Carvalho, para iniciarem as gravações de Saúde. Esse foi o primeiro trabalho que creditou a colaboração de Lee e Carvalho como artistas principais, invés de apenas a cantora.
O álbum foi gravado no estúdio Sigla, em São Paulo, durante setembro de 1981. Sua mixagem e masterização foram feitas nos estúdios Sigma Sound e Sterling Sound, ambos em Nova Iorque. Lee contou, na época do lançamento do disco, que o processo de mixar as canções levou cerca de 20 horas. A produção foi feita por Rita e Roberto, orientados pelo produtor musical Max Pierre. Na época, Lee foi criticada por utilizar a bateria eletrônica Korg em algumas faixas.
Em sua autobiografia, a cantora afirmou que o álbum foi "mais um sucesso para nossa coleção de hits". Sobre as canções, Rita contou que "Atlântida" é a sua faixa favorita do disco, e descreveu "Tatibitati" como "uma das que chamo de 'tolinhas'". "Banho de Espuma", cujo título original era "Afrodite", foi censurada pelo governo militar por causa das expressões "bolinando" e "em qualquer posição". Lee modificou-as para "esfregando" e "com toda disposição", conseguindo a liberação da canção.
Devido ao veto de muitas faixas pelos censores da ditadura, uma nova versão de "Mamãe Natureza" foi inclusa. A faixa apareceu originalmente no primeiro disco de Rita com a banda Tutti Frutti, Atrás do Porto Tem uma Cidade, em 1974. Nessa nova versão, a canção ganhou versos em inglês e foi reintitulada como "Mother Nature". A regravação, assim como a original, teve a contribuição da guitarrista Lúcia Turnbull nos vocais. Turnbull foi a dupla de Lee em seu primeiro projeto pós-Mutantes em 1972, o Cilibrinas do Éden, e participou da formação do Tutti-Frutti. A guitarrista também contribuiu com vocais nas faixas "Banho de Espuma" e "Tititi (Galinhagem)".

## Divulgação
Com o estrondoso sucesso do álbum, a cantora foi retratada no programa televisivo Grandes Nomes, da Rede Globo. Dirigido por Daniel Filho, o especial mostra Lee mudando-se de casa, ensaiando para uma apresentação em meio a videoclipes de "Atlântida", "Tatibitati" e "Favorita", e circulando pelas ruas de São Paulo em um ônibus. Personagens como a solteirona Regina Célia, que mostram o lado humorístico da cantora, também marcaram presença.

## Legado
A faixa "Atlântida" entrou para a trilha-sonora da telenovela Sétimo Sentido, de 1982. "Tititi (Galinhagem)" popularizou-se com uma versão cover feita pela banda brasileira de new wave Metrô, para o tema de abertura da telenovela de 1985, Ti Ti Ti. Em 2010, Rita regravaria a última para servir como canção-tema do remake da telenovela de mesmo nome.

## Lista de faixas
Todas as faixas escritas e compostas por Rita Lee e Roberto de Carvalho, exceto "Mother Nature (Mamãe Natureza)", composta somente por Lee. 
| Lado um |                       |         |  |
| N.º     | Título                | Duração |  |
| 1.      | "Saúde"               | 5:01    |  |
| 2.      | "Tatibitati"          | 4:01    |  |
| 3.      | "Mutante"             | 3:25    |  |
| 4.      | "Tititi (Galinhagem)" | 4:40    |  |

| Lado dois      |                                  |         |  |
| N.º            | Título                           | Duração |  |
| 5.             | "Banho de Espuma"                | 3:42    |  |
| 6.             | "Atlântida"                      | 6:20    |  |
| 7.             | "Favorita"                       | 4:09    |  |
| 8.             | "Mother Nature (Mamãe Natureza)" | 4:11    |  |
| Duração total: | Duração total:                   | 35:29   |  |

## Ficha técnica
Fonte:
- Rita Lee – vocais principais
- Roberto de Carvalho – vocais de apoio, guitarras, vocais principais (em "Favorita")

Músicos adicionais
- Lúcia Turnbull – vocais de apoio (em "Banho de Espuma", "Tititi (Galinhagem)" e "Mother Nature (Mamãe Natureza)", arranjo de metais em "Banho de Espuma".
- Wander Taffo – guitarras
- Robson Jorge – guitarras
- Lee Marcucci – baixo elétrico
- Jamil Joanes – baixo elétrico
- Gel – bateria
- Alfredo Lynn – bateria
- Picolé – bateria
- Ariovaldo – percussão
- Leo Gandelman – saxofone
- Zé Carlos – saxofone
- Oberdan – saxofone
- Serginho do Trombone – trombone
- Márcio Montarroyos – trompete
- Bidinho – trompete

Produção musical
- Rita Lee e Roberto de Carvalho – produção
- Max Pierre – direção de produção, engenharia de gravação
- Célio Martins – engenharia de gravação
- John Luongo – mixagem (Sigma Studio, Nova Iorque)
- Jay Marks – engenharia de mixagem
- Cecília Assef – assistência de produção
- Edson Jones – assistência de produção
- Jorge Guimarães, João Maria e Antônio Carlos – assistência
- Yeddo Gouveia – montagem
- Jorge Guimarães – corte

Produção gráfica
- Edu – diagramação
- Miro – programação visual, fotos, arte da capa